# 2012年ロンドンオリンピックのギニアビサウ選手団
2012年ロンドンオリンピックのギニアビサウ選手団（2012ねんロンドンオリンピックのギニアビサウせんしゅだん）は、2012年7月27日から8月12日までイギリスのロンドンで開催されたロンドンオリンピックギニアビサウ選手団の名簿。

## 選手団
- 人員: 選手 4人
- 開会式旗手: アウグスト・ミダナ

## 種目別選手・スタッフ名簿及び成績

### 陸上競技
- ホルダー・ダ・シルバ（男子100m）10秒71 予選敗退
- Graciela Martins（女子400m）58秒30 予選敗退

### レスリング
- アウグスト・ミダナ（男子フリースタイル74kg級）第2回戦敗退
- ジャシラフランシスコ・メンドンサ（女子フリースタイル63kg級）第1回戦敗退